# François Maille
Pour les articles homonymes, voir Maille.
 François Maille  (Reims, 6 mars 1881 - Reims, 13 juin 1949) est un architecte rémois, élève de Gaston Redon, qui a participé à la reconstruction de Reims.

## Biographie
Marie Joseph François Maille est le fils de Jules Marie Maille (1840-1885) manufacturier  et de Joséphine Albertine Léonie dite Louise Harmel (1845-1917).
Il se marie à Marie Pauline Marguerite Kolb (1890-1949).
Il décède le 13 juin 1949 à Reims et est enterré au cimetière du Nord de Reims.

## Formation
- École des Beaux Arts de Paris, élève de Gaston Redon, promotion 1906-1. Matricule : 5856.
- Diplômé le 9 juin 1909 (84è promotion)[2].

## Principales réalisations
- Reconstruction du théâtre de Reims après les bombardements de 1918 en commun avec l’architecte Louis Sollier (1929)[3],
- Reconstruction de l’intérieur de l'Hôtel de la Caisse d'épargne de Reims avec réalisation d’une coupole originale en pavés de verre éclairant les guichets (1923 à 1927)[4],
- Monument commémoratif tous conflits du Pensionnat du Sacré-Cœur à Reims[5].

## Activités
- Président de la Société des Architectes de la Marne (1935). Cette association, fondée en décembre 1875, regroupait tous les architectes exerçant leur activité dans le département de la Marne depuis trois ans minimum. Elle visait au rapprochement et au regroupement des architectes afin de conserver le caractère libéral de la profession[6].